# Insomnium
Insomnium – fińska grupa muzyczna wykonująca melodic death metal, powstała w 1997 roku w Joensuu.

## Muzycy
| Obecny skład zespołu - Niilo Sevänen – gitara basowa, growl (od 1997) - Markus Hirvonen – perkusja (od 1998) - Ville Friman – gitara, czysty śpiew (od 1997) - Jani Liimatainen – gitara, czysty śpiew (od 2019 jest częścią zespołu) - Markus Vanhala – gitara (od 2011) |  | Byli członkowie zespołu - Tapani Pesonen – perkusja (1997–1998) - Timo Partanen – gitara (1998–2001) - Ville Vänni – gitara (2001–2011) |  | Muzycy koncertowi - Jani Liimatainen – gitara, śpiew (2015-2019) - Tuomas Jäppinen – gitara (2011) - Mike Bear – gitara basowa, śpiew (2015) - Nick Cordle – gitara (2015) - Kari Olli – gitara, śpiew (2015) |

## Dyskografia
Albumy studyjne
| In the Halls of Awaiting                | - Data: 30 kwietnia 2002 - Wydawca: Candlelight Records       | – | –   | –   | –  | –  | –  |                  |
| Since the Day It All Came Down          | - Data: 5 kwietnia 2004 - Wydawca: Candlelight Records        | – | –   | –   | –  | –  | –  |                  |
| Above the Weeping World                 | - Data: 9 sierpnia 2006 - Wydawca: Candlelight Records        | 9 | –   | –   | –  | –  | –  |                  |
| Across the Dark                         | - Data: 7 września 2009 - Wydawca: Candlelight Records        | 5 | –   | –   | –  | –  | –  | - USA: 0,4 tys.+ |
| One for Sorrow                          | - Data: 18 października 2011 - Wydawca: Century Media Records | 6 | –   | –   | –  | –  | 95 | - USA: 1,3 tys.+ |
| Shadows of the Dying Sun                | - Data: 28 kwietnia 2014 - Wydawca: Century Media Records     | 2 | –   | 178 | 33 | 38 | 18 | - USA: 3,6 tys.+ |
| Winter’s Gate                           | - Data: 23 września 2016 - Wydawca: Century Media Records     | 1 | 186 | 92  | 27 | 27 | 19 | - USA: 2,0 tys.+ |
| Heart Like a Grave                      | - Data: 4 października 2019 - Wydawca: Century Media Records  | 1 | 154 | 115 | 15 | –  | 10 |                  |
| Anno 1696                               | - Data: 24 lutego 2023 - Wydawca: Century Media Records       | 1 | 165 | –   | 10 | 15 | 5  |                  |
| „–” oznacza, że album nie był notowany. |                                                               |   |     |     |    |    |    |                  |

Minialbumy
| Tytuł                     | Dane dot. albumu                                           |
| ------------------------- | ---------------------------------------------------------- |
| Where the Last Wave Broke | - Data: 24 sierpnia 2009 - Wydawca: Candlelight Records    |
| Ephemeral                 | - Data: 19 listopada 2013 - Wydawca: Century Media Records |
| Argent Moon               | - Data: 17 września 2021 - Wydawca: Century Media Records  |

Dema
| Tytuł                        | Dane dot. albumu                                  |
| ---------------------------- | ------------------------------------------------- |
| Demo '99                     | - Data: 5 kwietnia 1999 - Wydawca: wydanie własne |
| Underneath the Moonlit Waves | - Data: 2000 - Wydawca: wydanie własne            |

Inne
| Tytuł                                              | Dane dot. albumu                                          |
| -------------------------------------------------- | --------------------------------------------------------- |
| The Candlelight Years (BOX)                        | - Data: 10 listopada 2014 - Wydawca: Candlelight Records  |
| Out to the Sea / Skyline (split z Omnium Gatherum) | - Data: 21 sierpnia 2015 - Wydawca: Century Media Records |

## Teledyski
| Tytuł                 | Rok  | Reżyseria                              | Album                    | Źródło |
| --------------------- | ---- | -------------------------------------- | ------------------------ | ------ |
| „The Elder”           | 2002 | –                                      | In The Halls Of Awaiting | [ 20 ] |
| „Mortal Share”        | 2006 | Jussi Lindgren                         | Above The Weeping World  | [ 20 ] |
| „Down With The Sun”   | 2009 | Ville Rissanen                         | Across The Dark          | [ 21 ] |
| „Weather The Storm”   | 2011 | Janne Tamminen                         | Weather The Storm        | [ 20 ] |
| „Through The Shadows” | 2011 | Ville Rissanen                         | One For Sorrow           | [ 22 ] |
| „Regain The Fire”     | 2012 | Ville Rissanen                         | One For Sorrow           | [ 23 ] |
| „One For Sorrow”      | 2012 | –                                      | One For Sorrow           | [ 24 ] |
| „Only One Who Waits”  | 2014 | Janne Tamminen                         | One For Sorrow           | [ 20 ] |
| „While We Sleep”      | 2014 | Grupa 13                               | Shadows Of The Dying Sun | [ 25 ] |
| „Heart like a Grave”  | 2019 | Vesa Ranta i Aapo Lahtela; Kaira Films | Heart like a Grave       | [ 26 ] |
| „Valediction”         | 2019 | Vesa Ranta i Aapo Lahtela; Kaira Films | Heart like a Grave       | [ 27 ] |
| „The Conjurer”        | 2021 | –                                      | Argent Moon – EP         | [ 28 ] |
| „The Reticent”        | 2021 | –                                      | Argent Moon – EP         | [ 29 ] |
| „The Antagonist”      | 2021 | –                                      | Argent Moon – EP         | [ 30 ] |
| „The Wanderer”        | 2021 | –                                      | Argent Moon – EP         | [ 31 ] |